# La Bohalle
La Bohalle és un municipi francès situat al departament de Maine i Loira i a la regió de País del Loira. L'any 2007 tenia 1.225 habitants.

## Demografia

### Població
El 2007 la població de fet de La Bohalle era de 1.225 persones. Hi havia 424 famílies de les quals 63 eren unipersonals (43 homes vivint sols i 20 dones vivint soles), 123 parelles sense fills, 202 parelles amb fills i 36 famílies monoparentals amb fills.
La població ha evolucionat segons el següent gràfic:
Habitants censats

### Habitatges
El 2007 hi havia 471 habitatges, 432 eren l'habitatge principal de la família, 25 eren segones residències i 14 estaven desocupats. 458 eren cases i 12 eren apartaments. Dels 432 habitatges principals, 340 estaven ocupats pels seus propietaris, 88 estaven llogats i ocupats pels llogaters i 4 estaven cedits a títol gratuït; 3 tenien una cambra, 13 en tenien dues, 41 en tenien tres, 105 en tenien quatre i 271 en tenien cinc o més. 338 habitatges disposaven pel capbaix d'una plaça de pàrquing. A 164 habitatges hi havia un automòbil i a 253 n'hi havia dos o més.

### Piràmide de població
La piràmide de població per edats i sexe el 2009 era:
| Homes | Edats   | Dones |
| ----- | ------- | ----- |
| 0     | 95 o +  | 4     |
| 4     | 90 a 94 | 4     |
| 8     | 85 a 89 | 0     |
| 4     | 80 a 84 | 0     |
| 4     | 75 a 79 | 8     |
| 40    | 70 a 74 | 16    |
| 32    | 65 a 69 | 36    |
| 16    | 60 a 64 | 16    |
| 28    | 55 a 59 | 28    |
| 16    | 50 a 54 | 40    |
| 40    | 45 a 49 | 32    |
| 48    | 40 a 44 | 52    |
| 84    | 35 a 39 | 76    |
| 24    | 30 a 34 | 28    |
| 28    | 25 a 29 | 32    |
| 40    | 20 a 24 | 36    |
| 57    | 15 a 19 | 56    |
| 72    | 10 a 14 | 76    |
| 60    | 5 a 9   | 32    |
| 16    | 0 a 4   | 52    |

## Economia
El 2007 la població en edat de treballar era de 794 persones, 612 eren actives i 182 eren inactives. De les 612 persones actives 564 estaven ocupades (307 homes i 257 dones) i 49 estaven aturades (15 homes i 34 dones). De les 182 persones inactives 57 estaven jubilades, 88 estaven estudiant i 37 estaven classificades com a «altres inactius».

### Ingressos
El 2009 a La Bohalle hi havia 441 unitats fiscals que integraven 1.199 persones, la mediana anual d'ingressos fiscals per persona era de 19.259 €.

### Activitats econòmiques
Dels 30 establiments que hi havia el 2007, 2 eren d'empreses extractives, 3 d'empreses de fabricació d'altres productes industrials, 9 d'empreses de construcció, 4 d'empreses de comerç i reparació d'automòbils, 3 d'empreses de transport, 1 d'una empresa d'informació i comunicació, 2 d'empreses immobiliàries, 2 d'empreses de serveis, 2 d'entitats de l'administració pública i 2 d'empreses classificades com a «altres activitats de serveis».
Dels 8 establiments de servei als particulars que hi havia el 2009, 1 era un taller de reparació d'automòbils i de material agrícola, 1 paleta, 4 guixaires pintors, 1 lampisteria i 1 electricista.
L'any 2000 a La Bohalle hi havia 16 explotacions agrícoles que ocupaven un total de 564 hectàrees.

## Equipaments sanitaris i escolars
El 2009 hi havia 2 escoles elementals.

## Poblacions més properes
El següent diagrama mostra les poblacions més properes.